# ألكسيس نورامبوينا
ألكسيس نورامبوينا (بالإسبانية: Alexis Norambuena)‏ (مواليد 31 مارس 1984 في سانتياغو) لاعب كرة قدم فلسطيني. يجيد اللعب في مركز الدفاع مع منتخب فلسطين الوطني و نادي بيوخاتوف في الدوري البولندي الممتاز. سبق له أن لعب في صفوف يونيون إسبانيولا ونيوبلنسه في تشيلي.
أول ظهور رسمي لنصار مع المنتخب الوطني الفلسطيني كان في تصفيات كأس آسيا 2004. شارك أيضاً مع المنتخب في بطولة اتحاد غرب آسيا 2012، وفي كأس العرب 2012.

## روابط خارجية
- ألكسيس نورامبوينا على موقع الاتحاد الأوربي (الإنجليزية)
- ألكسيس نورامبوينا على موقع قاعدة بيانات كرة القدم.إي يو (الإنجليزية)
- ألكسيس نورامبوينا على موقع ناشيونال فوتبول تيمز (الإنجليزية)
- ألكسيس نورامبوينا على موقع Soccerway.com (الإنجليزية)